# Пэррот, Демри
Демри Лара Пэррот (англ. Demri Lara Parrott, 22 февраля 1969 — 29 октября 1996) — американская начинающая актриса и модель, бывшая невеста лидера группы Alice in Chains Лейна Стэйли. Считается, что именно под влиянием Демри Стэйли увлёкся героином, что в конечном счёте привело к смерти обоих. Здоровье Демри Пэррот стало стремительно ухудшаться, и в 1996 году она умерла. После гибели бывшей невесты Лейн Стэйли перестал появляться на публике и в 2002 году умер от передозировки.

## Биография

### Детство и юношеские годы
Демри Лара Перрот родилась 22 февраля 1969 года в семье Стивена Пэррота и Кэтлин Остин. Мать изначально собиралась назвать дочь Эрин Линн Остин, но мужу не нравилось имя «Эрин». Он предложил назвать дочь Лара, а Кэтлин Остин вспомнила об имени «Дэмери», но записала его как «Демри». Родители сошлись на том, чтобы назвать дочь Демри Ларой. Позже Демри шутила, что во время беременности мать принимала демерол в качестве обезболивающего и он ей так понравился, что она решила назвать в честь него дочь.
Демри росла смышлёным ребёнком. Когда в трёхлетнем возрасте её проверяли эксперты Вашингтонского университета, словарный запас был как у старшеклассника. Родители Демри скоро развелись, а после развода у неё родилось несколько братьев: Девин Рэмми (1974 г. р.), Дерек (1980) и Дэвид Мёрфи (1982). Как и Лейн Стэйли, Демри использовала фамилию отчима, представляясь как Демри Мёрфи, но никогда официально не меняла фамилию.
Семья переехала в Арлингтон, город в часе езды на север от Сиэтла. Демри стала президентом студенческого совета, победив в голосовании с огромным отрывом, но через несколько месяцев была отстранена от должности из-за плохой успеваемости. Во время учёбы Демри стала победителем конкурса штата с проектом, посвящённым алкоголю и наркотикам. Позднее Кэтлин Остин вспоминала, что если бы кто-то тогда ей сказал, что дочь станет наркозависимой, она бы ни за что в это не поверила.
Демри интересовалась искусством и хотела стать актрисой. В шестнадцатилетнем возрасте она попала в число трёхсот перспективных студентов, которые проходили прослушивание, чтобы попасть в школу искусств в Джэксонвилле, штат Флорида. Несмотря на то, что было открыто всего 25 вакантных мест, она сумела поступить. Через несколько месяцев Демри влюбилась, бросила школу и вернулась в Вашингтон. За несколько месяцев до того, как встретить Стэйли, Демри приняла участие в прослушивании в мюзикл Cinderella Rock. Посреди выступления она остановилась и сказала: «Очевидно, вы все видите, что я не умею петь». Демри начала заигрывать с публикой и буквально влюбила в себя окружающих. Несколько агентов, присутствующих на прослушивании, были впечатлены настолько, что оставили ей визитные карточки.

### Знакомство с Лейном Стэйли
Существует несколько версий знакомства Демри Пэррот и Лейна Стэйли. По словам матери Демри, они встретились в 1989 году на вечеринке у общей подруги. С другой стороны, существуют доказательства того, что они были знакомы годом ранее: Демри приходила в репетиционную студию Music Bank и даже фотографировалась со Стэйли. По другой версии, их познакомил друг Лейна Прайсер Портильо, которого о встрече попросила сама Демри. В конце концов, они стали встречаться. Среди завсегдатаев Music Bank была распространена шутка, что Стэйли «нашёл девушку своей мечты с телом двенадцатилетнего мальчика»: Демри действительно была очень миниатюрной, её рост не превышал 150 см, а вес — 45 кг.
Несмотря на связь с Лейном Стэйли, в 1990-91 Демри Пэррот начала встречаться с вокалистом группы Derelicts Дуэйном Ленсом Боденхаймером. Это произошло в период, когда Стэйли гастролировал с Alice in Chains. С одной стороны, согласно воспоминаниям знакомых, у Демри и Лейна были свободные и ни к чему не обязывающие отношения. С другой стороны, Стэйли ревновал Демри и неоднократно угрожал Боденхаймеру. Он знал о проблемах Боденхаймера с наркотиками и оскорблял его: однажды пожелал ему умереть вместо Эндрю Вуда, а в другой раз сказав на концерте, что «эта песня о Дуэйне Боденхаймере, подонке-наркомане».
Внезапная популярность Лейна Стэйли сказалась и на Демри. Её стали узнавать и называть «подружкой Лейна», на что она обычно отвечала «Нет, я Демри». Для Пэррот была крайне важна собственная индивидуальность, поэтому она негативно относилась к тому, что её стали ассоциировать со Стэйли; аналогично, Лейн не был рад тому, что его стали считать частью группы Alice in Chains. 
В период между 1990 и 1991 годами Демри и Лейн обручились. Никто не знает точно, когда это произошло, но мать Демри вспоминает, что Лейн купил невесте кладдахское кольцо, традиционное ирландское украшение в форме двух рук, сжимающих сердце. Демри рассказывала, что по случаю помолвки они устроили большой ужин в Old Spaghetti Factory.
Демри продолжала мечтать о карьере актрисы. Однажды она познакомилась с режиссёром Полом Рахманом, работавшим над видеоклипом «Hunger Strike» для Temple of the Dog, и рассказала о своих планах. Рахман посоветовал ей переехать в Лос-Анджелес, но этого так и не произошло.

### Наркотики
Неизвестно точно, когда Демри начала употреблять героин. Отец Майка Старра рассказывал, что именно Демри подсадила Лейна Стэйли на героин, а тот в свою очередь — его сына Майка. Джонни Баколас, коллега и друг Стэйли, вспоминал, что когда однажды у них с Демри кончился кокаин, подруга сумела достать героин, который употребляла и ранее. Эту точку зрения продюсер Alice in Chains Дэйв Джерден слышал также от музыкантов группы Jane’s Addiction, с которой ему довелось работать.
В то же время, знакомые Стэйли не считали Демри единственной причиной его пагубного пристрастия. Лейн употреблял наркотики и ранее: марихуану, кокаин, галлюциногенные грибы, кислоту и другие. Это уже становилось проблемой ранее и музыканты поднимали вопрос на собраниях группы. Кроме того, мать Демри Кэтлин Остин утверждала, что знакомые Демри, напротив, обвиняли Лейна в её наркозависимости и считали, что Демри «связалась с плохими парнями».

### Разрыв с Лейном Стэйли
Отношения Демри и Стэйли начали портиться. Для начала, Демри была крайне расстроена тем, что для обложки альбома Dirt снялась модель, очень похожая на неё. После этого Демри постоянно задавали вопросы по поводу этой обложки и ей приходилось объяснять, что на ней изображена не она. Кроме того, у Лейна было несколько романов на стороне, например, с участницей группы Babes in Toyland Кэт Бьелланд. В конце концов, в промежутке между 1991 и 1994 годом помолвка была отменена.
Участники Alice in Chains поначалу хорошо относились к Демри, но позднее отношение значительно ухудшилось. Штаб группы обвинял её в том, что именно она стала причиной проблем Лейна с наркотиками. И хотя они оба пытались помочь друг другу и даже иногда ложились вместе на лечение, паре не удалось справиться со своим пристрастием ни вместе, ни по отдельности.

### Болезнь и смерть
В конце 1993 года здоровье Демри стало ухудшаться. Впервые она оказалась в госпитале в ноябре 1993 года, затем стала попадать в больницы всё чаще. Она неоднократно попадала в отделение интенсивной терапии, ей делали интубацию. Несмотря на разрыв со Стэйли, они оставались друзьями и старались поддерживать друг друга. Так, Лейн неоднократно оставался с ней на ночь в больнице.
В 1996 году Демри познакомилась с музыкантом, выступавшим под псевдонимом Расселл. Помимо увлечения музыкой, Расселл продавал наркотики. До встречи с Демри Расселл был кокаиновым наркоманом, но с ней он тоже начал употреблять героин. Они жили вместе до августа 1996 года, а затем Расселл съехал от Демри и лёг в больницу в Калифорнии.
Последние дни жизни Демри провела с отцом одного из своих друзей в его доме в Ботелле. По словам Кэтлин Остин, мужчина изолировал Демри и не подпускал к ней даже собственную мать. 28 октября 1996 года во время поездки в Сиэтл за покупками Демри потеряла сознание. Мужчина сначала не придал этому значения и позвонил в госпиталь лишь через два часа. Демри забрала скорая и подключила к аппарату искусственного жизнеобеспечения. В больницу приехали Кэтлин Остин и её сестра, но Демри не приходила в сознание. На следующее утро она умерла. Коронер пришёл к выводу, что смерть наступила вследствие острой интоксикации, вызванной употреблением опиатов, мепробамата и буталбитала.
Поддержать Кэтлин Остин приехали многие друзья и знакомые Демри, включая Сьюзан Сильвер, Лейна Стэйли и его отца Джима Элмера, Марка Ланегана и прочих.
Смерть Демри потрясла Лейна настолько, что он прекратил появляться на публике и стал жить уединённо. Считается, что именно после смерти Демри Лейн перестал бороться с наркотической зависимостью и сдался. Он исхудал, лишился почти всех зубов и, по мнению окружающих, стал больше похож на старика. Через шесть лет, в апреле 2002 года, Лейн Стэйли умер от передозировки в одиночестве в собственном доме.